# Dagstuhl
Dagstuhl ist ein Stadtteil der Stadt Wadern im Landkreis Merzig-Wadern im nördlichen Saarland. Das Dorf liegt im Schwarzwälder Hochwald und ist Teil des moselfränkischen Sprachraums.

## Geographie

### Ortsteile

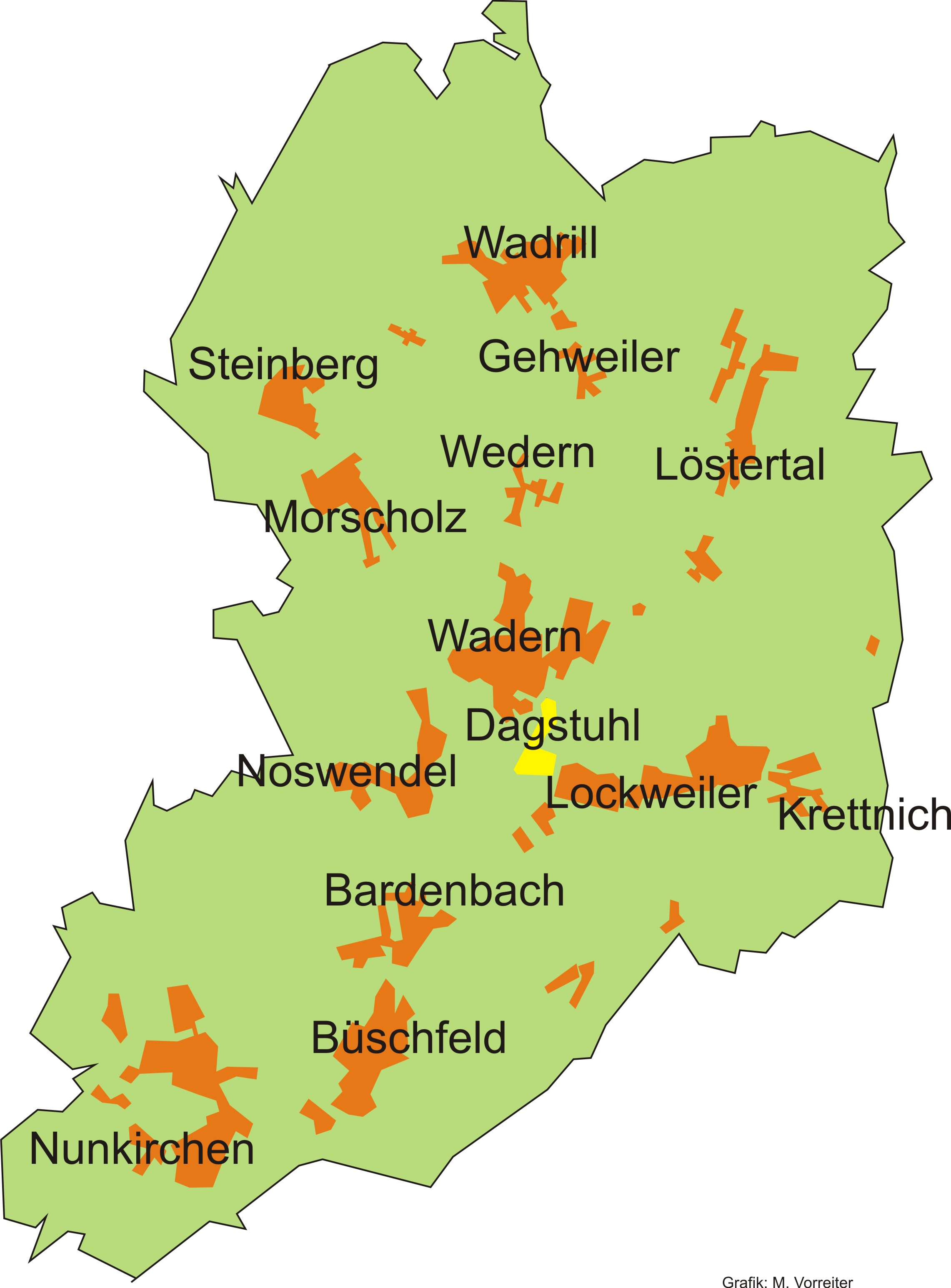
Lage von Dagstuhl in der Stadt Wadern

Zum Stadtteil Dagstuhl gehört der kleine Ort Buttnich, der erstmals im Jahre 1290 als „Budeneich“ genannt wurde. In der Hochwald-Reitschule Buttnich sind Aktivitäten im gesamten reitsportlichen Bereich möglich.

## Geschichte

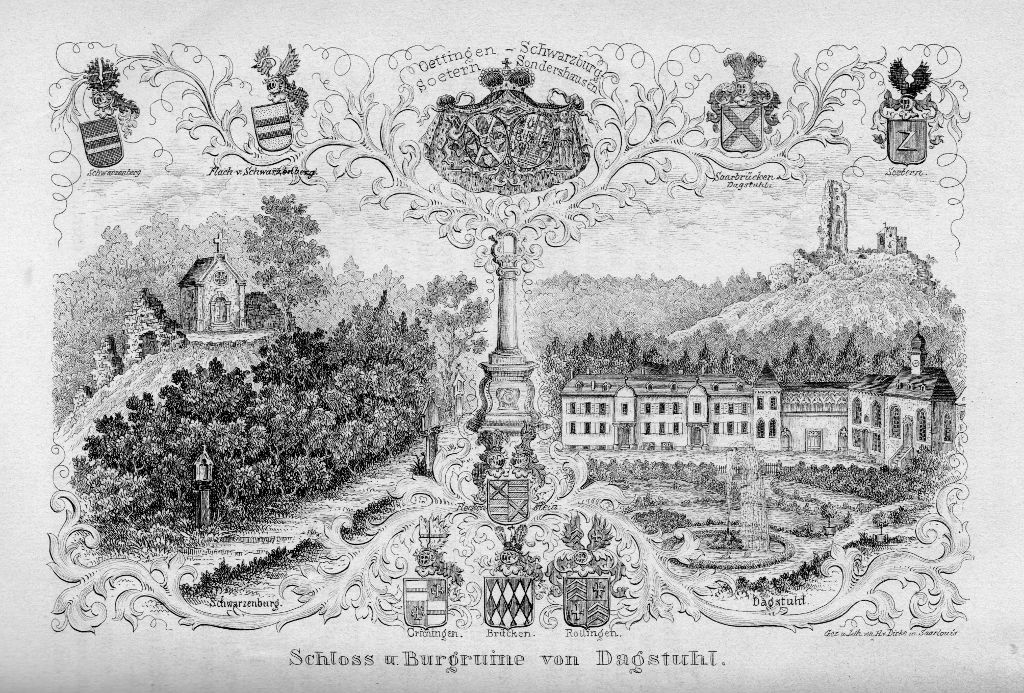
Schloss Dagstuhl und die Burgruine auf eine Lithographie aus dem Jahr 1863

Die im Jahre 1290 erstmals erwähnte Burg Dagstuhl war die Keimzelle der späteren Herrschaft Dagstuhl. Nach 1375 kam die Herrschaft an die Familien der vier Töchter des letzten Inhabers. Ab 1600 lag die Hoheit bei Kurtrier, dessen Erzbischof Philipp Christoph von Sötern die Herrschaft zwischen 1616 und 1626 kaufte. Er machte daraus eine Fideikommissherrschaft für seine Familie. Im Jahre 1696 gelangte die Herrschaft durch Heirat an die Familie Oettingen-Baldern. Nachdem der junge Graf Anton jedoch die Regentschaft übernommen hatte, holten ihn die Schulden seines Vaters ein, der, wie viele Fürsten seiner Zeit, dem Prunk der französischen Könige nachzueifern versucht hatte. Von den Gläubigern unter Druck gesetzt, erinnerte sich der Graf der fernen Hochwalddependance und siedelte 1758 nach Wadern um. Im Kern des heutigen Zentralorts entstanden das Grafenschloß als Amtssitz (heute in das Rathaus integriert) und das Oettinger Schlösschen.
Im Jahr 1720 wurde die Burg zerstört. Graf Johann Anton von Oettingen-Sötern wollte ein neues Schloss vor den Toren seiner Residenz bauen. Nachdem er sich von den Kostenvoranschlägen für die Wiedererrichtung der Burgruine Dagstuhl hatte abschrecken lassen, begannen die Bauarbeiten im Löstertal unterhalb der Burgruine. 1760 war das Herrenhaus fertiggestellt. Nach dem Aussterben der Familie kam es zum Erbstreit um die Reichsherrschaft Dagstuhl, doch konnte die Familie Oettingen-Wallerstein ihr Erbe wegen der Ereignisse der Französischen Revolution nicht antreten. Sie wurde durch Kirchengut in Schwaben für den Verlust an ihren Rechten auf das Söternsche Erbe entschädigt.
Die barocke Schlosskapelle Heilig Kreuz wurde um 1763 errichtet.
1815 kam die Herrschaft an das Königreich Preußen und 1946 wurde das Gebiet Teil des Saarlandes.
Dagstuhl gehörte bis zum Ende des Ersten Weltkrieges dem Kreis Merzig an, der Bestandteil des preußischen Regierungsbezirks Trier war. Dieser Landkreis wurde im Jahre 1920 nach den Bestimmungen des Versailler Vertrages dem unter Völkerbundsverwaltung stehenden Saargebiet zugewiesen – mit Ausnahme der Hochwaldgemeinden (Amtsbezirke Wadern, Losheim und Weiskirchen), darunter auch Dagstuhl, die unter der Bezeichnung „Restkreis“ weiter beim Regierungsbezirk Trier verblieben. Die landrätliche Verwaltung des „Restkreises“ befand sich in Wadern. Nach dem Zweiten Weltkrieg verfügte Frankreich die Zugehörigkeit des „Restkreises“ zu dem unter französischem Einfluss stehenden neu gebildeten Saarland.
Am 1. Januar 1957 wurde das Saarland und damit auch Dagstuhl wieder ein Teil Deutschlands.
Im Rahmen der saarländischen Gebiets- und Verwaltungsreform wurde am 1. Januar 1974 die bis dahin eigenständige Gemeinde Dagstuhl aufgelöst und der neuen Gemeinde, ab 1978 Stadt Wadern zugeordnet.

## Politik

### Ortsrat
Ergebnisse der Ortsratswahlen vom 9. Juni 2024:
- SPD: 62,64 %, 6 Sitze
- CDU: 37,36 %, 3 Sitze

### Ortsvorsteher
Seit der Gebietsreform 1974:
- Franz Spanier (1964 bis 1974)[6]
- Rolf Gebel (1974 bis 1991)
- Paul Venhuis (1992 bis 1999)
- Horst Albert (1999 bis 2014)
- Paul Venhuis, CDU (2014 bis 2019)
- Anja Klein, ProHochwald (2019 bis 2024)
- Horst Albert (ab 2024)

### Wappen
Das Wappen des Ortes wurde von Willy Weinen entworfen: Auf Gold ein schwarzes Andreaskreuz als Hinweis auf die Erbauer der Burg Dagstuhl im Jahre 1290, die Edelherren von Saarbrücken, Grimburg und Dagstuhl. Links auf Grün drei silberne Balken, das Wappen der Herren von Fleckenstein aus dem Elsass bei Hagenau, Miterben der Burg Dagstuhl. Der Fleckensteiner Turm der Burgruine erinnert an diese Herrschaft, welche sich Herren zu Dagstuhl nannten. Dieser Wappenteil erinnert aber auch an die Landschaft des großen Wiesentals (Grün) mit den Fluss- und Bachläufen Prims, Löster und Wadrill (Silber).

## Kultur und Sehenswürdigkeiten

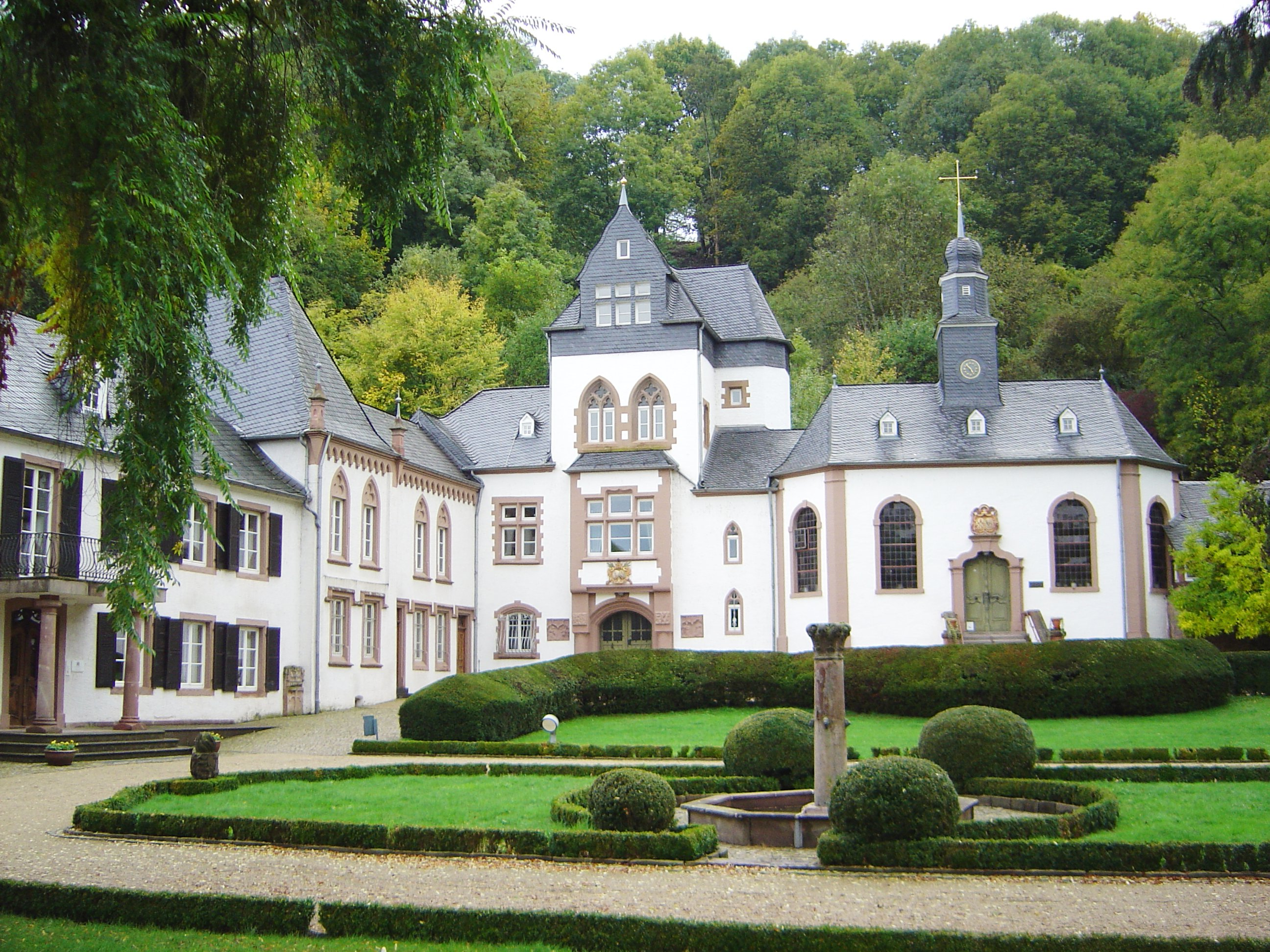
Schloss Dagstuhl ist Sitz des Leibniz-Zentrums für Informatik (LZI)

Sowohl Schloss Dagstuhl als auch die Burgruine Dagstuhl gehören zu den touristischen Attraktionen der Stadt Wadern. In unmittelbarer Nähe zu Schloss Dagstuhl befindet sich der Schlossgarten, ein Themengarten, der Teil des Projekts „Gärten ohne Grenzen“ ist.

### Vereine
Die wichtigsten Vereine in alphabetischer Reihenfolge:
- Verein der Naturfreunde Dagstuhl
- Reit- und Fahrverein Hochwald
- Landfrauenverein Dagstuhl
- Deutscher Teckelklub Hochwald/Saar
- Burgfalken (Interessengemeinschaft)

## Wirtschaft und Infrastruktur
Schloss Dagstuhl ist seit 1990 Sitz des Leibniz-Zentrums für Informatik (LZI).
Neben seinen Sehenswürdigkeiten verfügt Dagstuhl über ein Bürgerhaus, zwei Gewerbegebiete („Bahnhof Dagstuhl“ und „An der Buttnicher Straße“), ferner über eine Reitanlage in Buttnich und einen Hundedressurplatz. Auch ein Kinderspielplatz ist im Ort vorhanden.

### Medien
- Saarbrücker Zeitung
- Wochenspiegel Hochwald
- Amtliches Bekanntmachungsblatt der Stadt Wadern

### Erziehungs- und Bildungseinrichtungen
- Kinderkrippe „Jim-Knopf-Weltentdecker“